# Apocryptes bato
Apocryptes bato är en fiskart som först beskrevs av Hamilton 1822.  Apocryptes bato ingår i släktet Apocryptes och familjen smörbultsfiskar. Inga underarter finns listade i Catalogue of Life.